# Alarmtheater
Das Alarmtheater (Eigenschreibweise: AlarmTheater) ist ein Freies Theater mit eigener Spielstätte in der ostwestfälischen Stadt Bielefeld. Es wurde 1993 von den Regisseuren und Schauspielern Dietlind Budde und Harald Otto Schmid gegründet, die das Theater bis heute leiten. Es befindet sich im 1913 erbauten, denkmalgeschützten CVJM-Heim in der Gustav-Adolf-Straße 17 im Bielefelder Westen und verfügt über zwei Säle.
Das Theater wird von einem eingetragenen Verein getragen und vom Kulturamt der Stadt Bielefeld und dem Land Nordrhein-Westfalen gefördert. Nach eigenen Angaben deckt das Theater 75 Prozent seiner Kosten durch Projektförderungen.

## Produktionen und Projekte
Jedes Jahr entwickelt das Alarmtheater drei bis vier Produktionen für Jugendliche und Erwachsene. Außerdem führt das Theater Projekte in Kooperation mit Schulen, Sucht- und Präventionsstellen, Integrationsvereinen, Museen, Flüchtlingswohngruppen, dem Mädchentreff und anderen Institutionen durch. Regelmäßig produzieren Dietlind Budde und Harald Otto Schmid Theaterstücke mit ehemaligen Drogenabhängigen, Inhaftierten, Senioren oder jugendlichen Flüchtlingen. Dietlind Budde beschreibt diese Projekte als „Brücke zwischen Soziokultur und Kunst“. Seit 2003 gibt es im Alarmtheater die Jugend-Theatergruppe „Junge Bühne“. Im Sommer 2013 fand im AlarmTheater das erste „OWL Theater Jugendclub Treffen“ mit 50 jugendlichen Schauspielern statt.

## Preise und Auszeichnungen
- Mai 2003: Beim 24. Theatertreffen der Jugend2003 bewertet die Jury die Aufführung „Creeps“ (Autor: Lutz Hübner) der „Jungen Bühne“ als beispielhaft und herausragend.
- März 2006: Nominierung für das Festival Theaterzwang 2006 mit der Produktion „Nellie Goodbye“
- Juni 2010: Auszeichnung durch die Bildungsinitiative „Kinder zum Olymp“ der Kulturstiftung der Länder in der Kategorie „Vorbildliche Kooperationsprojekte zwischen Kultur und Schule“ für die Inszenierung „Ich kam allein - Kindertransporte“
- 1. Preis bei der 5. Nachtreise der „Freien Theater Bielefeld“ 2007 mit der Produktion „Schwund“
- 1. Preis bei der 6. Nachtreise der „Freien Theater Bielefeld“ 2008 mit der Produktion „Jasnas Briefe“
- 3. Preis bei der 7. Nachtreise der „Freien Theater Bielefeld“ 2009 mit der Produktion „Bonnie & Clyde“
- 1. Preis bei der 8. Nachtreise der „Freien Theater Bielefeld“ 2010 mit der Produktion „Ich kam allein - Kindertransporte“
- 1. Preis bei der 10. Nachtreise der „Freien Theater Bielefeld“ 2012 mit der Produktion „SchwarzWeiss“
- 3. Preis beim Jugendkulturpreis 2012 mit der Produktion „SchwarzWeiss“
- 3. Preis bei der 11. Nachtreise der "Freien Theater Bielefeld" 2013 mit der Produktion „Bitte Wenden!“
- Projektpreis "Auf dem Weg zum Kinder- und Jugendkulturland NRW" 2013 für die Produktionen "Wie weit gehst du?" und "Bitte wenden!"
- 1. Preis bei der 12. Nachtreise der „Freien Theater Bielefeld“ 2014 mit der Produktion „Da kann JA jeder KOMMen“[7]
- Projektpreis "Auf dem Weg zum Kinder- und Jugendkulturland NRW" 2014 für die Produktion "Da kann JA jeder KOMMen"
- 28. März 2015: Internationaler Papageno Award in der Kategorie "Beste Produktion" für Open-Air Performance "WIR - made in Bielefeld" sowie der Anerkennungspreis Goldener Vogel für die Produktion "Da kann JA jeder KOMMen"[8]
- 17. April 2015: Regionaler Förderpreis des Regine-Hildebrandt-Preises der Stiftung für Solidarität bei Arbeitslosigkeit und Armut[9]
- Projektpreis "Auf dem Weg zum Kinder- und Jugendkulturland NRW" 2015 für die Produktion "Herzrasen -Zeit der Wunde(r)"[10]
- 1. Preis bei der 13. Nachtreise der "Freien Theater Bielefeld" 2015 mit der Produktion "Herzrasen - Zeit der Wunde(r)"